# Myliobatis chilensis
Espèce
Statut de conservation UICN

 DD  : Données insuffisantes
Myliobatis chilensis est une espèce de raies de la famille des Myliobatidae.

## Distribution
Cette espèce se rencontre à proximité du Chili et du Pérou.

## Référence
- Philippi, 1892 : Algunos peces de Chile. Las rayas, Callorrhynchus i Orthagoriscus Chilenos. Anales del Museo Nacional de Chile. Primera seccion, Zoología, n. 3, p. 1-16.